# Trichopria sociabilis
Trichopria sociabilis är en stekelart som beskrevs av Lubomir Masner 1965. Trichopria sociabilis ingår i släktet Trichopria, och familjen hyllhornsteklar. Arten är reproducerande i Sverige.